# فاكوندو سيلفا
فاكوندو سيلفا (بالإسبانية: Facundo Ezequiel Silva)‏ (19 يناير 1991 بلابلاتا في الأرجنتين - ) هو لاعب كرة قدم أرجنتيني في مركز الهجوم.

## روابط خارجية
- فاكوندو سيلفا على موقع قاعدة بيانات كرة القدم.إي يو (الإنجليزية)
- فاكوندو سيلفا على موقع Soccerway.com (الإنجليزية)